# MTV Movie Award a legjobb komikus színésznek
Ez a szócikk az MTV Movie Award a legjobb komikus színésznek járó díj díjazottjainak listáját tartalmazza.

## Győztesek és jelöltek

### 1990-es évek
| Év                 | Színész            | Színész                                      | Magyar cím                                  | Eredeti cím                       | Szerep                          |
| ------------------ | ------------------ | -------------------------------------------- | ------------------------------------------- | --------------------------------- | ------------------------------- |
| 1992 (1. díjátadó) |                    | Billy Crystal                                | Irány Colorado!                             | City Slickers                     | Mitch Robbins                   |
| 1992 (1. díjátadó) | Dana Carvey        | Wayne világa                                 | Wayne's World                               | Garth Algar                       |                                 |
| 1992 (1. díjátadó) | Steve Martin       | Az örömapa                                   | Father of the Bride                         | George Banks                      |                                 |
| 1992 (1. díjátadó) | Bill Murray        | Isten nem ver Bobbal                         | What About Bob?                             | Bob Wiley                         |                                 |
| 1992 (1. díjátadó) | Mike Myers         | Wayne világa                                 | Wayne's World                               | Wayne Campbell                    |                                 |
| 1993 (2. díjátadó) |                    | Robin Williams                               | Aladdin                                     | Aladdin                           | Dzsini (hangja)                 |
| 1993 (2. díjátadó) | Whoopi Goldberg    | Apáca show                                   | Sister Act                                  | Deloris van Cartier               |                                 |
| 1993 (2. díjátadó) | Eddie Murphy       | Bumeráng                                     | Boomerang                                   | Marcus Graham                     |                                 |
| 1993 (2. díjátadó) | Bill Murray        | Idétlen időkig                               | Groundhog Day                               | Phil Connors                      |                                 |
| 1993 (2. díjátadó) | Joe Pesci          | Vinny, az 1ügyű                              | My Cousin Vinny                             | Vincent LaGuardia "Vinny" Gambini |                                 |
| 1994 (3. díjátadó) |                    | Robin Williams                               | Mrs. Doubtfire – Apa csak egy van           | Mrs. Doubtfire                    | Daniel Hillard / Mrs. Doubtfire |
| 1994 (3. díjátadó) | Jim Carrey         | Ace Ventura: Állati nyomozó                  | Ace Ventura: Pet Detective                  | Ace Ventura                       |                                 |
| 1994 (3. díjátadó) | Johnny Depp        | Benny és Joon                                | Benny & Joon                                | Sam                               |                                 |
| 1994 (3. díjátadó) | Whoopi Goldberg    | Apáca show 2. – Újra virul a fityula         | Sister Act 2: Back in the Habit             | Deloris van Cartier               |                                 |
| 1994 (3. díjátadó) | Pauly Shore        | Kaszakő                                      | Son in Law                                  | Crawl                             |                                 |
| 1995 (4. díjátadó) |                    | Jim Carrey                                   | Dumb és Dumber – Dilibogyók                 | Dumb & Dumber                     | Lloyd Christmas                 |
| 1995 (4. díjátadó) | Tim Allen          | Télapu                                       | The Santa Clause                            | Scott Calvin                      |                                 |
| 1995 (4. díjátadó) | Tom Arnold         | True Lies – Két tűz között                   | True Lies                                   | Albert "Gib" Gibson               |                                 |
| 1995 (4. díjátadó) | Jim Carrey         | A Maszk                                      | The Mask                                    | Stanley Ipkiss / A Maszk          |                                 |
| 1995 (4. díjátadó) | Adam Sandler       | Billy Madison – A dilidiák                   | Billy Madison                               | Billy Madison                     |                                 |
| 1996 (5. díjátadó) |                    | Jim Carrey                                   | Ace Ventura 2. – Hív a természet            | Ace Ventura: When Nature Calls    | Ace Ventura                     |
| 1996 (5. díjátadó) | Chris Farley       | Tommy Boy                                    | Tommy Boy                                   | Thomas R. "Tommy" Callahan        |                                 |
| 1996 (5. díjátadó) | Adam Sandler       | Happy, a flúgos golfos                       | Happy Gilmore                               | Happy Gilmore                     |                                 |
| 1996 (5. díjátadó) | Alicia Silverstone | Spinédzserek                                 | Clueless                                    | Cher Horowitz                     |                                 |
| 1996 (5. díjátadó) | Chris Tucker       | Végre péntek                                 | Friday                                      | Smokey                            |                                 |
| 1997 (6. díjátadó) |                    | Jim Carrey                                   | A kábelbarát                                | The Cable Guy                     | Ernie "Chip" Douglas            |
| 1997 (6. díjátadó) | Chris Farley       | Beverly Hills-i nindzsa                      | Beverly Hills Ninja                         | Haru                              |                                 |
| 1997 (6. díjátadó) | Janeane Garofalo   | Vonzások és állatságok                       | The Truth About Cats & Dogs                 | Abby Barnes                       |                                 |
| 1997 (6. díjátadó) | Eddie Murphy       | Bölcsek kövére                               | The Nutty Professor                         | több szereplő                     |                                 |
| 1997 (6. díjátadó) | Robin Williams     | Madárfészek                                  | The Birdcage                                | Armand Goldman                    |                                 |
| 1998 (7. díjátadó) |                    | Jim Carrey                                   | Hanta boy                                   | Liar Liar                         | Fletcher Reede                  |
| 1998 (7. díjátadó) | Rupert Everett     | Álljon meg a nászmenet!                      | My Best Friend's Wedding                    | George Downes                     |                                 |
| 1998 (7. díjátadó) | Mike Myers         | Szőr Austin Powers: Őfelsége titkolt ügynöke | Austin Powers: International Man of Mystery | Austin Powers / Dr. Genya         |                                 |
| 1998 (7. díjátadó) | Adam Sandler       | Nászok ásza                                  | The Wedding Singer                          | Robbie Hart                       |                                 |
| 1998 (7. díjátadó) | Will Smith         | Men in Black – Sötét zsaruk                  | Men in Black                                | J ügynök                          |                                 |
| 1999 (8. díjátadó) |                    | Adam Sandler                                 | A vizesnyolcas                              | The Waterboy                      | Bobby Boucher                   |
| 1999 (8. díjátadó) | Cameron Diaz       | Keresd a nőt!                                | There's Something About Mary                | Mary Jensen                       |                                 |
| 1999 (8. díjátadó) | Chris Rock         | Halálos fegyver 4.                           | Lethal Weapon 4                             | Lee Butters                       |                                 |
| 1999 (8. díjátadó) | Ben Stiller        | Keresd a nőt!                                | There's Something About Mary                | Ted Stroehmann                    |                                 |
| 1999 (8. díjátadó) | Chris Tucker       | Csúcsformában                                | Rush Hour                                   | James Carter                      |                                 |

### 2000-es évek
| Év                  | Színész                | Színész                                      | Magyar cím                                                   | Eredeti cím                              | Szerep                                               |
| ------------------- | ---------------------- | -------------------------------------------- | ------------------------------------------------------------ | ---------------------------------------- | ---------------------------------------------------- |
| 2000 (9. díjátadó)  |                        | Adam Sandler                                 | Apafej                                                       | Big Daddy                                | Sonny Koufax                                         |
| 2000 (9. díjátadó)  | Jason Biggs            | Amerikai pite                                | American Pie                                                 | Jim Levenstein                           |                                                      |
| 2000 (9. díjátadó)  | Ice Cube               | Péntek esti gáz                              | Next Friday                                                  | Craig Jones                              |                                                      |
| 2000 (9. díjátadó)  | Mike Myers             | KicsiKÉM – Austin Powers 2.                  | Austin Powers: The Spy Who Shagged Me                        | Austin Powers / Dr. Genya / Dagi Dög     |                                                      |
| 2000 (9. díjátadó)  | Parker Posey           | Sikoly 3.                                    | Scream 3                                                     | Jennifer Jolie                           |                                                      |
| 2001 (10. díjátadó) |                        | Ben Stiller                                  | Apádra ütök                                                  | Meet the Parents                         | Greg Beckur (Greg Focker)                            |
| 2001 (10. díjátadó) | Jim Carrey             | Én és én meg az Irén                         | Me, Myself & Irene                                           | Charlie Baileygates / Hank               |                                                      |
| 2001 (10. díjátadó) | Tom Green              | Cool túra                                    | Road Trip                                                    | Barry                                    |                                                      |
| 2001 (10. díjátadó) | Martin Lawrence        | Gagyi mami                                   | Big Momma's House                                            | Malcolm Turner / Nagymami                |                                                      |
| 2001 (10. díjátadó) | Eddie Murphy           | Bölcsek kövére 2. – A Klump család           | Nutty Professor II: The Klumps                               | több szereplő                            |                                                      |
| 2002 (11. díjátadó) |                        | Reese Witherspoon                            | Doktor Szöszi                                                | Legally Blonde                           | Elle Woods                                           |
| 2002 (11. díjátadó) | Eddie Murphy           | Shrek                                        | Shrek                                                        | Szamár (hangja)                          |                                                      |
| 2002 (11. díjátadó) | Mike Myers             | Shrek                                        | Shrek                                                        | Shrek                                    |                                                      |
| 2002 (11. díjátadó) | Seann William Scott    | Amerikai pite 2.                             | American Pie 2                                               | Steve Stifler                            |                                                      |
| 2002 (11. díjátadó) | Chris Tucker           | Csúcsformában 2.                             | Rush Hour 2                                                  | James Carter                             |                                                      |
| 2003 (12. díjátadó) |                        | Mike Myers                                   | Austin Powers – Aranyszerszám                                | Austin Powers in Goldmember              | Austin Powers / Dr. Genya / Aranyszerszám / Dagi Dög |
| 2003 (12. díjátadó) | Cedric the Entertainer | Birkanyírás                                  | Barbershop                                                   | Eddie                                    |                                                      |
| 2003 (12. díjátadó) | Will Ferrell           | Sulihuligánok                                | Old School                                                   | Frank Ricard                             |                                                      |
| 2003 (12. díjátadó) | Johnny Knoxville       | Jackass: A vadbarmok támadása                | Jackass: The Movie                                           | önmaga                                   |                                                      |
| 2003 (12. díjátadó) | Adam Sandler           | A kismenő                                    | Mr. Deeds                                                    | Longfellow Deeds                         |                                                      |
| 2004 (13. díjátadó) |                        | Jack Black                                   | Rocksuli                                                     | School of Rock                           | Dewey Finn                                           |
| 2004 (13. díjátadó) | Jim Carrey             | A minden6ó                                   | Bruce Almighty                                               | Bruce Nolan                              |                                                      |
| 2004 (13. díjátadó) | Ellen DeGeneres        | Némó nyomában                                | Finding Nemo                                                 | Dory (hangja)                            |                                                      |
| 2004 (13. díjátadó) | Johnny Depp            | A Karib-tenger kalózai: A Fekete Gyöngy átka | Pirates of the Caribbean: The Curse of the Black Pearl       | Jack Sparrow                             |                                                      |
| 2004 (13. díjátadó) | Will Ferrell           | Mi a manó                                    | Elf                                                          | Kópé                                     |                                                      |
| 2005 (14. díjátadó) |                        | Dustin Hoffman                               | Vejedre ütök                                                 | Meet the Fockers                         | Bernard Beckur (Bernie Focker)                       |
| 2005 (14. díjátadó) | Antonio Banderas       | Shrek 2.                                     | Shrek 2                                                      | Csizmás Kandúr (hangja)                  |                                                      |
| 2005 (14. díjátadó) | Will Ferrell           | A híres Ron Burgundy legendája               | Anchorman: The Legend of Ron Burgundy                        | Ron Burgundy                             |                                                      |
| 2005 (14. díjátadó) | Will Smith             | A randiguru                                  | Hitch                                                        | Alex "Hitch" Hitchens                    |                                                      |
| 2005 (14. díjátadó) | Ben Stiller            | Kidobós: Sok flúg disznót győz               | Dodgeball: A True Underdog Story                             | White Goodman                            |                                                      |
| 2006 (15. díjátadó) |                        | Steve Carell                                 | 40 éves szűz                                                 | The 40-Year-Old Virgin                   | Andy Stitzer                                         |
| 2006 (15. díjátadó) | Tyler Perry            | Családi gubancok                             | Madea's Family Reunion                                       | Madea                                    |                                                      |
| 2006 (15. díjátadó) | Adam Sandler           | Csontdaráló                                  | The Longest Yard                                             | Paul Crewe                               |                                                      |
| 2006 (15. díjátadó) | Vince Vaughn           | Ünneprontók ünnepe                           | Wedding Crashers                                             | Jeremy Grey                              |                                                      |
| 2006 (15. díjátadó) | Owen Wilson            | Ünneprontók ünnepe                           | Wedding Crashers                                             | John Beckwith                            |                                                      |
| 2007 (16. díjátadó) |                        | Sacha Baron Cohen                            | Borat: Kazah nép nagy fehér gyermeke menni művelődni Amerika | Borat                                    | Borat Szaggyijev                                     |
| 2007 (16. díjátadó) | Emily Blunt            | Az ördög Pradát visel                        | The Devil Wears Prada                                        | Emily Charlton                           |                                                      |
| 2007 (16. díjátadó) | Will Ferrell           | Jégi dicsőségünk                             | Blades of Glory                                              | Chazz Michael Michaels                   |                                                      |
| 2007 (16. díjátadó) | Adam Sandler           | Távkapcs                                     | Click                                                        | Michael Newman                           |                                                      |
| 2007 (16. díjátadó) | Ben Stiller            | Éjszaka a múzeumban                          | Night at the Museum                                          | Larry Daley                              |                                                      |
| 2008 (17. díjátadó) |                        | Johnny Depp                                  | A Karib-tenger kalózai: A világ végén                        | Pirates of the Caribbean: At World's End | Jack Sparrow                                         |
| 2008 (17. díjátadó) | Amy Adams              | Bűbáj                                        | Enchanted                                                    | Giselle hercegnő                         |                                                      |
| 2008 (17. díjátadó) | Jonah Hill             | Superbad, avagy miért ciki a szex?           | Superbad                                                     | Seth                                     |                                                      |
| 2008 (17. díjátadó) | Seth Rogen             | Felkoppintva                                 | Knocked Up                                                   | Ben Stone                                |                                                      |
| 2008 (17. díjátadó) | Adam Sandler           | Férj és férj                                 | I Now Pronounce You Chuck & Larry                            | Chuck Levine                             |                                                      |
| 2009 (18. díjátadó) |                        | Jim Carrey                                   | Az igenember                                                 | Yes Man                                  | Carl Allen                                           |
| 2009 (18. díjátadó) | Steve Carell           | Zsenikém – Az ügynök haláli                  | Get Smart                                                    | Maxwell Smart                            |                                                      |
| 2009 (18. díjátadó) | Anna Faris             | A házinyuszi                                 | The House Bunny                                              | Shelley Darlington                       |                                                      |
| 2009 (18. díjátadó) | James Franco           | Ananász expressz                             | Pineapple Express                                            | Saul Silver                              |                                                      |
| 2009 (18. díjátadó) | Amy Poehler            | Bébi mama                                    | Baby Mama                                                    | Angie Ostrowski                          |                                                      |

### 2010-es évek
| Év                  | Színész                             | Színész                               | Magyar cím                                     | Eredeti cím                          | Szerep                              |                                     |
| ------------------- | ----------------------------------- | ------------------------------------- | ---------------------------------------------- | ------------------------------------ | ----------------------------------- | ----------------------------------- |
| 2010 (19. díjátadó) |                                     | Zach Galifianakis                     | Másnaposok                                     | The Hangover                         | Alan Garner                         |                                     |
| 2010 (19. díjátadó) | Sandra Bullock                      | Nász-ajánlat                          | The Proposal                                   | Margaret Tate                        |                                     |                                     |
| 2010 (19. díjátadó) | Bradley Cooper                      | Másnaposok                            | The Hangover                                   | Phil Wenneck                         |                                     |                                     |
| 2010 (19. díjátadó) | Ryan Reynolds                       | Nász-ajánlat                          | The Proposal                                   | Andrew Paxton                        |                                     |                                     |
| 2010 (19. díjátadó) | Ben Stiller                         | Éjszaka a múzeumban 2.                | Night at the Museum: Battle of the Smithsonian | Larry Daley                          |                                     |                                     |
| 2011 (20. díjátadó) |                                     | Emma Stone                            | Könnyű nőcske                                  | Easy A                               | Olive Penderghast                   |                                     |
| 2011 (20. díjátadó) | Russell Brand                       | Felhangolva                           | Get Him to the Greek                           | Aldous Snow                          |                                     |                                     |
| 2011 (20. díjátadó) | Will Forte                          | MacGruber                             | MacGruber                                      | MacGruber                            |                                     |                                     |
| 2011 (20. díjátadó) | Zach Galifianakis                   | Terhes társaság                       | Due Date                                       | Ethan Tremblay / Ethan Chase         |                                     |                                     |
| 2011 (20. díjátadó) | Ashton Kutcher                      | Csak szexre kellesz                   | No Strings Attached                            | Adam Franklin                        |                                     |                                     |
| 2011 (20. díjátadó) | Adam Sandler                        | Kellékfeleség                         | Just Go with It                                | Danny Maccabee                       |                                     |                                     |
| 2012 (21. díjátadó) |                                     | Melissa McCarthy                      | Koszorúslányok                                 | Bridesmaids                          | Megan Price                         |                                     |
| 2012 (21. díjátadó) | Jonah Hill                          | 21 Jump Street – A kopasz osztag      | 21 Jump Street                                 | Morton Schmidt                       |                                     |                                     |
| 2012 (21. díjátadó) | Kristen Wiig                        | Koszorúslányok                        | Bridesmaids                                    | Annie Walker                         |                                     |                                     |
| 2012 (21. díjátadó) | Oliver Cooper                       | Project X – A buli elszabadul         | Project X                                      | Costa                                |                                     |                                     |
| 2012 (21. díjátadó) | Zach Galifianakis                   | Másnaposok 2.                         | The Hangover Part II                           | Alan Garner                          |                                     |                                     |
| 2013 (22. díjátadó) | Nem adtak át a díjat a kategóriában | Nem adtak át a díjat a kategóriában   | Nem adtak át a díjat a kategóriában            | Nem adtak át a díjat a kategóriában  | Nem adtak át a díjat a kategóriában | Nem adtak át a díjat a kategóriában |
| 2014 (23. díjátadó) |                                     | Jonah Hill                            | A Wall Street farkasa                          | The Wolf of Wall Street              | Donnie Azoff                        |                                     |
| 2014 (23. díjátadó) | Jason Sudeikis                      | Családi üzelmek                       | We're the Millers                              | David Clark                          |                                     |                                     |
| 2014 (23. díjátadó) | Johnny Knoxville                    | A Jackass bemutatja: Rossz nagyapó    | Jackass Presents: Bad Grandpa                  | Irving Zisman                        |                                     |                                     |
| 2014 (23. díjátadó) | Kevin Hart                          | Pofázunk és végünk                    | Ride Along                                     | Ben Barber                           |                                     |                                     |
| 2014 (23. díjátadó) | Melissa McCarthy                    | Női szervek                           | The Heat                                       | Shannon Mullins                      |                                     |                                     |
| 2014 (23. díjátadó) | Simon Pegg                          | Világvége                             | The World's End                                | Gary King                            |                                     |                                     |
| 2015 (24. díjátadó) |                                     | Channing Tatum                        | 22 Jump Street – A túlkoros osztag             | 22 Jump Street                       | Greg Jenko                          |                                     |
| 2015 (24. díjátadó) | Chris Pratt                         | A galaxis őrzői                       | Guardians of the Galaxy                        | Peter Quill / Űrlord                 |                                     |                                     |
| 2015 (24. díjátadó) | Chris Rock                          | Az öt kedvenc                         | Top Five                                       | Andre Allen                          |                                     |                                     |
| 2015 (24. díjátadó) | Kevin Hart                          | Bérhaverok                            | The Wedding Ringer                             | Jimmy Callahan                       |                                     |                                     |
| 2015 (24. díjátadó) | Rose Byrne                          | Rossz szomszédság                     | Neighbors                                      | Kelly Radner                         |                                     |                                     |
| 2016 (25. díjátadó) |                                     | Ryan Reynolds                         | Deadpool                                       | Deadpool                             | Wade Wilson / Deadpool              |                                     |
| 2016 (25. díjátadó) | Amy Schumer                         | Kész katasztrófa                      | Trainwreck                                     | Amy Townsend                         |                                     |                                     |
| 2016 (25. díjátadó) | Kevin Hart                          | Pofázunk és végünk Miamiban           | Ride Along 2                                   | Ben Barber                           |                                     |                                     |
| 2016 (25. díjátadó) | Melissa McCarthy                    | A kém                                 | Spy                                            | Susan Cooper                         |                                     |                                     |
| 2016 (25. díjátadó) | Rebel Wilson                        | Tökéletes hang 2.                     | Pitch Perfect 2                                | Kövér Amy                            |                                     |                                     |
| 2016 (25. díjátadó) | Will Ferrell                        | Keményítőkúra                         | Get Hard                                       | James King                           |                                     |                                     |
| 2017 (26. díjátadó) |                                     | Lil Rel Howery                        | Tűnj el!                                       | Get Out                              | Rod Williams                        |                                     |
| 2017 (26. díjátadó) | Will Arnett                         | Lego Batman – A film                  | The Lego Batman Movie                          | Batman (hangja)                      |                                     |                                     |
| 2017 (26. díjátadó) | Adam DeVine                         | A munka hősei                         | Workaholics                                    | Adam Dwayne DeMamp                   |                                     |                                     |
| 2017 (26. díjátadó) | Ilana Glazer, Abbi Jacobson         | Broad City                            | Broad City                                     | Ilana Wexler & Abbi Abrams           |                                     |                                     |
| 2017 (26. díjátadó) | Seth Rogen                          | Virsliparti                           | Sausage Party                                  | Frank (hangja)                       |                                     |                                     |
| 2017 (26. díjátadó) | Seth MacFarlane                     | Family Guy                            | Family Guy                                     | több szereplő hangja                 |                                     |                                     |
| 2018 (27. díjátadó) |                                     | Tiffany Haddish                       | Csajtúra                                       | Girls Trip                           | Dina                                |                                     |
| 2018 (27. díjátadó) | Jack Black                          | Jumanji – Vár a dzsungel              | Jumanji: Welcome to the Jungle                 | Sheldon "Shelly" Oberon              |                                     |                                     |
| 2018 (27. díjátadó) | Dan Levy                            |                                       | Schitt's Creek                                 | David Rose                           |                                     |                                     |
| 2018 (27. díjátadó) | Kate McKinnon                       |                                       | Saturday Night Live                            | több szereplő                        |                                     |                                     |
| 2018 (27. díjátadó) | Kate McKinnon                       | Csajok hajnalig                       | Rough Night                                    | Pippa                                |                                     |                                     |
| 2018 (27. díjátadó) | Kate McKinnon                       | A varázslatos iskolabusz újra száguld | The Magic School Bus Rides Again               | Miss Fiona Felicity Frizzle (hangja) |                                     |                                     |
| 2018 (27. díjátadó) | Amy Schumer                         | Túl szexi lány                        | I Feel Pretty                                  | Renee Bennett                        |                                     |                                     |
| 2019 (28. díjátadó) |                                     | Dan Levy                              |                                                | Schitt's Creek                       | David Rose                          |                                     |
| 2019 (28. díjátadó) | Awkwafina                           | Kőgazdag ázsiaiak                     | Crazy Rich Asians                              | Kou Púj-lam                          |                                     |                                     |
| 2019 (28. díjátadó) | Marsai Martin                       |                                       | Little                                         | Jordan Sanders                       |                                     |                                     |
| 2019 (28. díjátadó) | John Mulaney                        | Hormonokkal túlfűtve                  | Big Mouth                                      | Andrew Glouberman (hangja)           |                                     |                                     |
| 2019 (28. díjátadó) | Zachary Levi                        | Shazam!                               | Shazam!                                        | Shazam                               |                                     |                                     |

### 2020-as évek
| Év                  | Színész                       | Színész                       | Magyar cím                    | Eredeti cím                    | Szerep                        |                               |
| ------------------- | ----------------------------- | ----------------------------- | ----------------------------- | ------------------------------ | ----------------------------- | ----------------------------- |
| 2020                | Nem tartották meg a díjátadót | Nem tartották meg a díjátadót | Nem tartották meg a díjátadót | Nem tartották meg a díjátadót  | Nem tartották meg a díjátadót | Nem tartották meg a díjátadót |
| 2021 (29. díjátadó) |                               | Leslie Jones                  | Amerikába jöttem 2.           | Coming 2 America               | Mary Junson                   |                               |
| 2021 (29. díjátadó) | Eric André                    | Ugratások filmje              | Bad Trip                      | Chris Carey                    |                               |                               |
| 2021 (29. díjátadó) | Annie Murphy                  |                               | Schitt's Creek                | Alexis Rose                    |                               |                               |
| 2021 (29. díjátadó) | Issa Rae                      | Bizonytalan                   | Insecure                      | Issa Dee                       |                               |                               |
| 2021 (29. díjátadó) | Jason Sudeikis                |                               | Ted Lasso                     | Ted Lasso                      |                               |                               |
| 2022 (30. díjátadó) |                               | Ryan Reynolds                 | Free Guy                      | Free Guy                       | Guy                           |                               |
| 2022 (30. díjátadó) | John Cena                     | Peacemaker – Békeharcos       | Peacemaker                    | Christopher Smith / Békeharcos |                               |                               |
| 2022 (30. díjátadó) | Brett Goldstein               |                               | Ted Lasso                     | Roy Kent                       |                               |                               |
| 2022 (30. díjátadó) | Johnny Knoxville              | Mindörökké Jackass            | Jackass Forever               | önmaga                         |                               |                               |
| 2022 (30. díjátadó) | Megan Stalter                 | Hacks – A pénz beszél         | Hacks                         | Kayla                          |                               |                               |
| 2023 (31. díjátadó) |                               | Adam Sandler                  | Gyagyás gyilkosság 2.         | Murder Mystery 2               | Nick Spitz                    |                               |
| 2023 (31. díjátadó) | Quinta Brunson                | Abbott Általános Iskola       | Abbott Elementary             | Janine Teagues                 |                               |                               |
| 2023 (31. díjátadó) | Jennifer Coolidge             |                               | Shotgun Wedding               | Carol Fowler                   |                               |                               |
| 2023 (31. díjátadó) | Dylan O’Brien                 | Nem oké                       | Not Okay                      | Colin                          |                               |                               |
| 2023 (31. díjátadó) | Keke Palmer                   | Nem                           | Nope                          | Emerald "Em" Haywood           |                               |                               |